# Stichococcus
Stichococcus ist eine Algen-Gattung aus der Klasse der Trebouxiophyceae.

## Beschreibung
Stichococcus bildet einzeln oder paarweise verbundene Zellen, oder einfache unverzweigte Fäden aus einer Reihe gleichförmig gestalteter Zellen mit dünner Zellwand. Die Zellen sind zylindrisch, gerade oder leicht gebogen, mit gerundeten Zellenden auch innerhalb eines Fadens. In jeder Zelle befindet sich ein wandständiger Chloroplast mit oder ohne Pyrenoid. Das Wachstum erfolgt durch Zellteilung immer in die gleiche Richtung.
Die ungeschlechtliche Vermehrung erfolgt durch Fadenfragmentation.
Geschlechtliche Fortpflanzung ist nicht bekannt.

## Verbreitung
Die Gattung lebt im Plankton von Seen und Flüssen; auch auf feuchten Substraten wie Erde, Steinen, Blumentöpfen oder Baumrinde. Stichococcus kann auch als Algenpartner in Flechtensymbiosen fungieren.

## Arten (Auswahl)
- Stichococcus bacillaris
- Stichococcus filiformis
- Stichococcus minor
- Stichococcus minutus
- Stichococcus mirabilis
- Stichococcus variabilis